# Scincella devorator
Scincella devorator — вид сцинкоподібних ящірок родини сцинкових (Scincidae). Ендемік В'єтнаму.

## Поширення і екологія
Scincella devorator мешкають на півночі В'єтнаму, де були зафіксовані в провінціях Куангнінь, Бакзянг і Шонла. Вони живуть у вологих тропічних лісах, на висоті від 300 до 1590 м над рівнем моря. Живляться безхребетними, зокрема з роду Gigantettix.